# وكالة الخبر
وكالة الخبر (KA) ( (بالقازاقية: "Хабар" Агенттігі)‏‎[χɑbɑr]‏k> ; (بالروسية: Агентство «Хабар»)‏ هي إحدى وسائل الإعلام الرئيسية في كازاخستان . تأسست عام 1995، والمعروفة في الأصل باسم وكالة أنباء التلفزيون الوطنية (الخبر هي الأخبار باللغة الكازاخستانية). وهي حاليا واحدة من أكبر الشبكات في البلاد، وتبث يوميا باللغتين الكازاخستانية والروسية . بالإضافة إلى ذلك، تدير شركة خبر القناة الفضائية كازاخ تي في ، والتي من المحتمل أن تكون متاحة في جميع أنحاء أوروبا وآسيا . ويتميز بالبرمجة باللغات الإنجليزية والكازاخستانية والروسية.